# Alberto Colombo (Rennfahrer)
Alberto Colombo (* 23. Februar 1946 in Varedo; † 7. Januar 2024) war ein italienischer Automobilrennfahrer, der besonders im Formelsport aktiv war.

## Persönliches
Alberto Colombo wurde 1946 in Varedo, einem Vorort von Mailand, geboren. Seine Familie führte einen Betrieb zur Herstellung von Fahrradfelgen. Colombo lebte den größten Teil seines Lebens in Varedo. Er war verheiratet und hatte zwei Söhne.
Colombo verstarb am 7. Januar 2024 nach langer Krankheit im Alter von 77 Jahren. Er wurde am 10. Januar 2024 in Varedo bestattet.

## Karriere

### Rennfahrer
Nach dem Gesamtsieg in der italienischen Formel 3 1974 stieg Colombo in der nächsten Saison in die Formel 2 auf. Seine erfolgreichste Saison war 1977, als er den dritten Platz in Mugello belegte und Achter in der Gesamtwertung wurde.
In der laufenden Saison verließ er die Formel 2, um einen sich ihm bietenden Formel-1-Einsatz beim deutschen Team ATS wahrzunehmen, wo er den Franzosen Jean-Pierre Jarier ersetzte. Für den Großen Preis von Belgien 1978 in Zolder qualifizierte er sich als 28. von 30 Fahrern nicht für das Rennen; Gleiches trug sich beim Großen Preis von Spanien in Jarama zu. Daraufhin wurde er nach nur zwei Rennen durch den späteren Weltmeister Keke Rosberg ersetzt. Beim Großen Preis von Italien ergab sich noch einmal eine Gelegenheit für Colombo, als er den zweiten Merzario fuhr. Jedoch schied er als 32. und Letzter bereits in der Vorqualifikation aus, während sich Teamkollege und -chef Arturo Merzario mit einer 1,7 Sekunden schnelleren Runde für das Rennen qualifizierte. Dies war der einzige Einsatz von zwei Merzario-Rennwagen an einem Wochenende in der Geschichte des Rennstalls.
In der Saison 1979 war Colombo als Fahrer des Dywa 008 im Gespräch, eines Eigenbaus von Dydo Monguzzi, der im Mai 1979 beim Großen Preis von Belgien debütieren sollte. Das Dywa-Projekt scheiterte allerdings früh; Dywa erschien nicht auf der Meldeliste des Rennens in Zolder.

### Teammanager
1978 gründete Colombo seinen eigenen Rennstall. Das Team erhielt den Namen Sanremo Racing. Sein Sitz befand sich in der Nähe von Giussano in der Lombardei, etwa 300 km von der Stadt Sanremo entfernt. Sanremo Racing ging von 1978 bis 1984 in der Formel-2-Europameisterschaft an den Start und war danach noch zwei Jahre lang in der neu etablierten Europäischen Formel-3000-Meisterschaft präsent. Bis 1980 war Colombo auch Stammfahrer des Teams, danach beschränkte er sich auf Managementtätigkeiten.
Ende 1979 erschien Colombo als Teil des Projekts Riviera F1, das mit einem eigenen Auto in der Formel-1-Saison 1980 debütieren sollte. Der Wagen basierte nach verbreiterter, aber von den Initiatoren des Projekts bestrittener Darstellung in der Motorsportliteratur auf dem Merzario A4, der seinerseits eine Weiterentwicklung eines erfolglosen deutschen Rennwagens von Kauhsen war. Im Spätherbst 1979 wurde ein Pressefoto des Wagens mit dem Schriftzug von Colombos langjährigem Sponsor Le Coq Sportif veröffentlicht. Das Projekt wurde im Anfang 1980 aufgegeben, ohne dass es zu einem Renneinsatz gekommen war.

### Sonstiges Motorsportengagement
Colombo arbeitete seit den 1980er-Jahren mit der CSAI Schule zusammen. Er förderte junge Rennfahrer, unter ihnen Gabriele Tarquini.

## Statistik

### Rennergebnisse
| Jahr | Team            | Chassis     | Engine      | 1   | 2   | 3   | 4   | 5   | 6       | 7       | 8   | 9   | 10  | 11  | 12  | 13  | 14       | 15  | 16  | WM | Punkte |
| ---- | --------------- | ----------- | ----------- | --- | --- | --- | --- | --- | ------- | ------- | --- | --- | --- | --- | --- | --- | -------- | --- | --- | -- | ------ |
| 1978 | ATS Racing Team | ATS HS1     | Cosworth V8 | ARG | BRA | RSA | USW | MON | BEL DNQ | ESP DNQ | SWE | FRA | GBR | GER | AUT | NED |          |     |     | –  | 0      |
| 1978 | Team Merzario   | Merzario A1 | Cosworth V8 |     |     |     |     |     |         |         |     |     |     |     |     |     | ITA DNPQ | USA | CAN | –  | 0      |

| Legende  | Legende            | Legende                                                          |
| Farbe    | Abkürzung          | Bedeutung                                                        |
| -------- | ------------------ | ---------------------------------------------------------------- |
| Gold     | –                  | Sieg                                                             |
| Silber   | –                  | 2. Platz                                                         |
| Bronze   | –                  | 3. Platz                                                         |
| Grün     | –                  | Platzierung in den Punkten                                       |
| Blau     | –                  | Klassifiziert außerhalb der Punkteränge                          |
| Violett  | DNF                | Rennen nicht beendet (did not finish)                            |
| Violett  | NC                 | nicht klassifiziert (not classified)                             |
| Rot      | DNQ                | nicht qualifiziert (did not qualify)                             |
| Rot      | DNPQ               | in Vorqualifikation gescheitert (did not pre-qualify)            |
| Schwarz  | DSQ                | disqualifiziert (disqualified)                                   |
| Weiß     | DNS                | nicht am Start (did not start)                                   |
| Weiß     | WD                 | zurückgezogen (withdrawn)                                        |
| Hellblau | PO                 | nur am Training teilgenommen (practiced only)                    |
| Hellblau | TD                 | Freitags-Testfahrer (test driver)                                |
| ohne     | DNP                | nicht am Training teilgenommen (did not practice)                |
| ohne     | INJ                | verletzt oder krank (injured)                                    |
| ohne     | EX                 | ausgeschlossen (excluded)                                        |
| ohne     | DNA                | nicht erschienen (did not arrive)                                |
| ohne     | C                  | Rennen abgesagt (cancelled)                                      |
| ohne     | keine WM-Teilnahme |                                                                  |
| sonstige | P/fett             | Pole-Position                                                    |
| sonstige | 1/2/3/4/5/6/7/8    | Punktplatzierung im Sprint-/Qualifikationsrennen                 |
| sonstige | SR/kursiv          | Schnellste Rennrunde                                             |
| sonstige | *                  | nicht im Ziel, aufgrund der zurückgelegten Distanz aber gewertet |
| sonstige | ()                 | Streichresultate                                                 |
| sonstige | unterstrichen      | Führender in der Gesamtwertung                                   |